# دیویسا نوا
دیویسا نوا (به پرتغالی: Divisa Nova) یک منطقهٔ مسکونی در برزیل است که در میناز ژرایس واقع شده‌است. دیویسا نوا ۶٬۰۲۵ نفر جمعیت دارد.